# Caio-Duilio-Klasse (1915)
Die Caio-Duilio-Klasse war eine Klasse von zwei Schlachtschiffen der Königlich Italienischen Marine, die während des Ersten und Zweiten Weltkriegs zum Einsatz kamen. Andere Quellen bezeichnen diese Klasse von Schlachtschiffen als Andrea-Doria-Klasse, da die Andrea Doria früher von Stapel gelaufen ist.

## Geschichte

### Vorgänger
Eine weitere Caio-Duilio-Klasse war bei der italienischen Marine von 1873 bis 1909 im Einsatz. Die beiden 12.000-Tonnen-Schiffe dieser Klasse, die Caio Duilio und die Enrico Dandolo, waren ihrer Zeit weit voraus und führten recht bald zu französischen und britischen Gegenentwürfen. Die Schiffe dieser Klasse hatten unter anderem vier 450-mm-Geschütze und eine Vertikalpanzerung von 550 mm.

### Neubau
Die Schiffe wurden während des Ersten Weltkrieges gebaut und von 1937 bis 1940 umfassend modernisiert. Dabei wurden sie so weit wie möglich auf den technischen Stand der Littorio-Klasse gebracht. Die beiden Schlachtschiffe nahmen im Zweiten Weltkrieg an einigen Gefechten und Seeschlachten zwischen der italienischen und der britischen Flotte im Mittelmeer teil, ansonsten sicherten sie italienische Konvois nach Nordafrika. Sie wurden 1956 außer Dienst gestellt.

## Einheiten
| Name         | Bauwerft                                | Kiellegung       | Stapellauf     | Indienststellung | Außerdienststellung |
| ------------ | --------------------------------------- | ---------------- | -------------- | ---------------- | ------------------- |
| Caio Duilio  | Regio Cantiere, Castellammare di Stabia | 24. Februar 1912 | 24. April 1913 | 10. Mai 1915     | 1956                |
| Andrea Doria | Arsenal La Spezia                       | 24. März 1912    | 30. März 1913  | 13. Juni 1916    | 1956                |

## Technische Daten
Nachstehende technische Daten beziehen sich auf die modernisierte Version der Schiffe.

### Hauptabmessungen
- Länge über alles: 186,9 m
- Breite über alles: 28 m
- Tiefgang: 10,4 m
- Wasserverdrängung:
  - Normal: 22.694 ts
  - voll ausgerüstet: 25.200 ts
  - 29.000 t (nach Umbau 1940)

### Antriebsanlage
- 8 Dampfkessel, 85.000 PS
- 2 Turbinen, 2 Schrauben
- Höchstgeschwindigkeit: 27 kn
- Reichweite: 3.390 sm bei 20 kn

### Panzerung
- Vertikal: 250 mm
- Horizontal: 135 mm
- Artillerie: 280 mm
- Aufbauten: 260 mm
- Pugliese-Torpedoverteidigungssystem

### Besatzung und Bewaffnung
- Besatzung: 1.495 Mann
- 10 × 32 cm L/44 Sk in 2 Doppel- und 2 Drillingstürmen
- 12 × 13,5 cm L/45 Sk in Drillingstürmen
- 10 × 9-cm-L/55-Flak in Einzeltürmen
- 19 × 3,7-cm-L/54-Flak
- 12 × 2-cm-L/65-Flak